# Johann Hari
Johann Hari (né le 21 janvier 1979) est un journaliste et un écrivain britannique.

## Biographie
Johann Hari a écrit pour plusieurs publications dont The Independent (Londres) et The Huffington Post et a écrit des livres sur le thème de la guerre contre la drogue, la monarchie et la dépression.
Johann Hari est ouvertement homosexuel.

## Publications
- God Save the Queen? Icon Books (2002)
- Chasing the Scream: The First and Last Days of the War on Drugs. Bloomsbury (2015)
- Lost Connections: Uncovering the Real Causes of Depression – and the Unexpected Solutions. Bloomsbury (2018)
- Stolen Focus: Why You Can't Pay Attention. Bloomsbury (2021)

### Publications en français
- Johann Hari, Bertrand Dautzenberg et Cécile Alexandre, La brimade des stups: premiers et derniers jours de la guerre contre la drogue (traduction de Chasing the Scream), Slatkine & Cie, 2016 (ISBN 978-2-88944-000-9)

## Récompenses
- Jeune journaliste de l'année aux British Press Awards en 2003.
- Journaliste de presse de l'année 2007 pour Amnesty International.
- Prix Orwell du journalisme politique en 2008 (révoqué en 2011)[2].
- Journaliste de l'année aux Stonewall Awards en 2009.

## Controverses
Johann Hari a été accusé de plagiat en 2011, pour avoir présenté des informations issues de sources écrites comme si elles lui avaient été rapportées directement. Hari a admis les faits. Il a été déchu de son prix George-Orwell reçu en 2008 pour un article inspiré et copié sur un article du Spiegel allemand.
Hari a, à la même époque, été identifié comme l'auteur de modifications malveillantes, sous pseudonyme anonyme, des pages Wikipédia de certains journalistes ayant critiqué son travail,,.

## Cinéma
Son livre Chasing the Scream: The First and Last Days of the War on Drugs sert de base au film Billie Holiday, une affaire d'État (2021) sur Billie Holiday.